# Маркович Лев
Лев Маркович (Маркевич) (1881—1930) — український громадський діяч на Волині, депутат І каденції Сейму Речі Посполитої.
Почесний член «Просвіти».